# 北宋镇
北宋镇是中国山东省东营市利津县下辖的一个镇。

## 区域概况
北宋镇位于县域西南部，总面积106平方公里，耕地面积7.3万亩，辖72个行政村，总人口3.7万人。地理位置优越，南临黄河、西接滨州，国道220、永莘路横穿全境；油气资源丰厚，胜利油田滨南采油厂二、三矿均在北宋境内。2011年，全镇经济社会实现了平稳较快发展，完成地方财政收入2176万元，农民人均纯收入9056元，固定资产投资达6.2亿元。

## 行政区划
北宋镇下辖洼张村、杨董村、大牛村、前王村、后王村、翟家村、坡韩村、贾家村、鉴刘村、吴家村、单家村、任田村、褚官村、簸箕刘家村、北宋村、梁家村、王家村、张家村、前林村、中林村、后刘村、侯王村、菜于村、边家村、店子村、赵庄村、西李村、西朱村、双李村、双高村、胥家村、北朱村、吴苟李村、东尹王村、西尹王村、柳高村、陈家村、马家村、大盖村、大胡村、小郭村、南楼村、庄家村、常家村、东孙村、东潘村、大田村、大王村、道庵村、西孙村、三合村、殷家村、贵李村、于家村、许家村、戴家村、董家村、小马村、冯家村、后崔村、刘城村、林家村、夏家村、后宫村、前宫村、五庄村、四图村、张潘马村、双合村、河套李村、南宋村、乡李上村、乡李下村、船王村、皂户王村、碾李村、宋集村、潘家村、韩家村、道岔村、刘家村、三岔村、高家村、石门村、滩区单家村、丁家村、坊子村、佟家村、南贾家村、董王村、前崔村。

## 人口
2010年中国第六次人口普查时，北宋镇共有人口34309人。共有家庭10811户，平均每户3.15人。14岁以下的少年儿童共5179人，占总人口15.09%；15-64岁人口共25269人，占总人口73.65%；65岁及以上的老年人共3861人，占总人口的11.25%。男性共计17191人，占总人口50.10%；女性共计17118，占总人口49.89%。本地居住的人口中，拥有本地户籍的人口为33378人，占97.28%。